# Thomas Moriggl
Thomas Moriggl, né le 23 février 1981 à Silandro (province de Bolzano), est un fondeur italien spécialiste des épreuves de distance. Il a débuté en Coupe du monde en 2002, et obtient son premier podium au 30 km libre de Pragelato en 2004.

## Palmarès

### Jeux olympiques
| Épreuve / Édition | Épreuve / Édition | Vancouver 2010 |
| Poursuite 30 km   | Poursuite 30 km   | 24e            |
| 15 km libre       | 15 km libre       | 24e            |

### Championnats du monde
| Épreuve / Édition           | Sprint                           | Sprint                           | 15 km                            | 15 km                            | Poursuite 2 × 15 km              | 50 km                            | Relais                           | Relais                           |
| Épreuve / Édition           | libre                            | classique                        | libre                            | classique                        | Poursuite 2 × 15 km              | 50 km                            | Sprint                           | 4 × 10 km                        |
| Mondiaux 2005 Oberstdorf    | Épreuve inexistante à cette date | Épreuve inexistante à cette date | Épreuve inexistante à cette date | Épreuve inexistante à cette date | Épreuve inexistante à cette date | 36e                              | Épreuve inexistante à cette date | Épreuve inexistante à cette date |
| Mondiaux 2011 Oslo          | Épreuve inexistante à cette date | Épreuve inexistante à cette date | Épreuve inexistante à cette date | 33e                              | Épreuve inexistante à cette date | 21e                              | Épreuve inexistante à cette date | Épreuve inexistante à cette date |
| Mondiaux 2013 Val di Fiemme | Épreuve inexistante à cette date | Épreuve inexistante à cette date | 59e                              | Épreuve inexistante à cette date | Épreuve inexistante à cette date | Épreuve inexistante à cette date | Épreuve inexistante à cette date | Épreuve inexistante à cette date |

### Coupe du monde
- Meilleur classement final : 35e en 2011.
- Classement annuel : 66e en 2004, 43e en 2005, 171e en 2006, 70e en 2008, 61e en 2010, 35e en 2011, 48e en 2012, 67e en 2013.
- 2 podiums individuels : 2 troisièmes places (2004 et 2005).